# 撃鉄2 -クリティカル・リミット-
『撃鉄2 -クリティカル・リミット-』（げきてつ2 -クリティカル・リミット-、原題: Black Dawn）は、2005年のアメリカ映画。

## キャスト
※（）は日本語吹き替え
- ジョナサン・コールド - スティーヴン・セガール（大塚明夫）
- スチュアート - タマラ・デイヴィス（山田美穂）
- ジェームズ - ジョン・パイパー＝ファーガソン（桐本琢也）
- グリア - ティモシー・カーハート（清川元夢）
- ドノヴァン - ジュリアン・ストーン（内田直哉）
- マッケイブ - デヴィッド・セント・ジョーンズ（島田敏）
- ニコライ - ニコラス・ダヴィドフ（星野貴紀）
- ジュリア - ノア・ヘゲシュ（斎藤恵理）
- スタツィ - アンジェラ・ゴッツ（弓場沙織）
- ビリー - ライアン・ボールマン（村治学）

## スタッフ
- 監督：アレクサンダー・グラジンスキー
- 製作：カマル・アブクハタール、スティーヴン・セガール、アンドリュー・スティーヴンス
- 製作総指揮：フィリップ・B・ゴールドファイン
- 脚本：マーティン・ホイーラー
- 撮影：ブルース・マクリーリー
- 音楽：デヴィッド・ワースト、エリック・ワースト
- 編集：トッド・C・ラムゼイ